# Jóhannis Joensen
Sámal Jóhannis Joensen (Miðvágur, 27 novembre 1970) è un ex calciatore faroese, di ruolo difensore.